# Balza
Balza (en rus: Бальза) és un poble de Baixkíria, a Rússia, que en el cens del 2010 tenia 142 habitants. Pertany al districte de Iermolàievo.